# August Georgii
Carl August Georgii, född 21 oktober 1808 i Fors, Västerhaninge socken, död 25 maj 1881 i Stockholm, var en svensk sjukgymnast. Han var sonson till Carl Fredrik Georgii.
August Georgii var son till majoren Carl Fredrik Georgii. Han genomgick Krigsakademien på Karlberg 1829 och blev därefter underlöjtnant vid Värmlands fältjägarregemente och 1830 stabsunderlöjtnant vid regementet. Georgii uppmärksammades under tiden vid Krigsakademien av Pehr Henrik Ling för sin skicklighet i fäktning och anställdes redan 1829 som extralärare vid Gymnastiska centralinstitutet. Ling kom att lägga mycket energi på Georgiis vidareutbildning och sågs som hans lärjunge på fäktningens område. 
Genom Lings inflytande fick Georgii möjlighet att följa undervisningen vid Karolinska institutet. Han saknade dock resurser att kunna genomgå någon fullständig läkarutbildning, vilket Ling hade önskat. 1835 utexaminerades han dock från Gymnastiska centralinstitutet och blev 1836 lärare på stat där. Samma år befordrades han till 2:e löjtnant. Han tjänstgjorde 1835-1837 och 1839 som instruktör vid en från arméns samtliga regementet till Drottningholm sammankallad instruktionsbataljon, som var ett led i Lings strävanden att införa sin gymnastik vid armén. Georgii hjälpte även Ling vid utarbetandet av 1836 års gymnastikreglemente och bajonettfäktningsreglementet. Vid sin död 1839 förordade han åt Georgii och Per Jacob Liedbeck som senare blev Georgiis svärfar att ordna sin litterära kvarlåtenskap och de fullbordade 1840 utgivningen av Gymnastikens allmänna grunder. 
August Georgii blev 1840 överlärare vid Gymnastiska centralinstitutet och fungerade som den främste medhjälparen åt Lars Gabriel Branting. 1844 befordrades han till 1:e löjtnant, men kom 1848 att begära avsked från sin militära tjänst. 1846 begärde han tjänstledigt för att resa till Paris för att introducera den lingska gymnastiken vid franska armén. 1847 utgav han på franska en redogörelse för linggymnastiken på franska, den första beskrivningen av gymnastikformen som översatts. På grund av oroligheterna efter Februarirevolutionen 1848 flyttade Georgii över till London. Här utgav han 1850 en engelsk översättning av sitt tidigare utgivna franska arbete och 1854 en biografi i P H Ling. 1851 erhöll han avsked från sin tjänst vid Gymnastiska centralinstitutet. 
Han erhöll 1849 professors namn. Då Branting 1862 avgick erbjöds Georgii posten som chef för Gymnastiska centralinstitutet men avböjde på grund av missnöje med ett förslag till omorganisation av institutet som avgetts av en samma år tillsatt kommitté. I stället stannade han kvar i London, varifrån han 1869 utgav Om national-uppfostran, med särskildt afseende på national-försvaret. 1877 flyttade han hem till Sverige där han började verka som sjukgymnast. Kort före sin död 1881 uppdrog Lars Gabriel Branting åt Georgii att ordna hans litterära kvarlåtenskap, något han tog sig an med energi men han avled själv kort därefter.
Georgii är begravd intill Per Henrik Ling i dennes friluftsgrav (Lings kulle) nära Annelunds gård vid Haga-Brunnsviken i Kungliga Nationalstadsparken.<